# Джавадов, Гамаршах Джаллад оглы
Гамаршах Джаллад оглы Джавадов (азерб. Qəmərşah Cəllad oğlu Cavadov; 23 февраля 1938, Айдынкенд, Конахкентский район, Азербайджанская ССР — 27 апреля 2005, Баку, Азербайджан) — советский и азербайджанский этнограф, доктор исторических наук (1990), профессор (1999), автор более 200 научных трудов.

## Биография
В 1956 году окончив Конахкентскую среднюю школу поступил на исторический факультет Бакинского Государственного Университета и в 1961 году окончил его. В 1961-63-х годах работал заведующим учебной частью в школе села Айгюнли Дивичинского района. В 1964-66-х годах был аспирантом Института Истории Академии Наук Азербайджанской ССР.

## Научная деятельность
В мае 1967 года под руководством академика Али Сойбата Сумбатзаде защитил кандидатскую («Земледельческие орудия Азербайджана в XIX — начале XX веков»), а в 1990-м — докторскую диссертацию («Народная земледельческая техника Азербайджана»). Проработавший с 1967 по начало 1992 года в Институте Истории Гамаршах Джавадов, с 1992-года возглавил Отдел по исследованию малочисленных народов Азербайджана в Институте Национальных Отношений Национальной Академии Наук Азербайджана. 40 лет исследований, проведённых профессором Джавадовым в Академии Наук были посвящены проблемам этнической истории, аграрной этнографии, национальным отношениям азербайджанского народа.
Своей докторской диссертацией, явившейся результатом 20-летних исследований, рядом монографий и многочисленными статьями, изданными в том числе на страницах журнала «Советская этнография» и многих других научных изданий Азербайджана, Гамаршах Джавадов показал, что Азербайджан является древней земледельческой страной, а азербайджанцы — аборигенный народ Кавказа с богатой оседлой культурой.
Изданная им в 1989 году фундаментальная монография «Народная земледельческая техника Азербайджана» была высоко оценена не только местными учёными, но и многими видными этнографами со всего СССР. Во многих рецензиях[каких?] этот труд Г. Джавадова был признан ценным вкладом в изучении земледельческой культуры не только Азербайджана, но и Кавказа в целом. За 40 лет научной деятельности, связанных с Академией Наук Азербайджана Джавадовым было опубликовано более 300 статей, а также 11 монографий, посвященных преимущественно неизученным ранее проблемам исторической и современной этнографии республики.
Последние годы научного творчества Гамаршаха Джавадова большей частью были посвящены вопросам азербайджанства, его этническим основам, изучению роли населяющих республику малочисленных народов и этнических групп в формировании этносоциального и этнокультурного единения Азербайджанского народа. Первым весомым трудом в этой области стала монография «Удины (историко-этнографическое исследование», изданная в 1996 году в соавторстве с профессором Рауфом Гусейновым и переизданная в 1999-м). Авторы монографии — на основе изучения исторического прошлого, хозяйственного и семейного быта, материальной и духовной культуры, обычаев, весомыми этнографическими, а также антропологическими фактами показали принадлежность удинского народа к аборигенным этносам Азербайджана албанского происхождения. А в последующие годы научной общественности Г. Джавадовым были представлены монографии «Малочисленные народы и национальные меньшинства Азербайджана» (2000) и «Талыши» (2004).
Профессор Гамаршах Джавадов был одним из авторов X-томного издания «Азербайджанской Советской Энциклопедии», II—IV томов «Азербайджанского этнографического сборника», I тома «Этнографии Азербайджана», входил в редакционный совет журнала «История и её проблемы».
Кроме того, Джавадов представлял республику на многих Всесоюзных и международных конференциях[каких?]. Ряд статей учёного опубликован в научных изданиях России, Германии, США и других стран.
Профессор Джавадов был известен также своей педагогической и организационной деятельностью. Под его руководством множество магистрантов, диссертантов и аспирантов вели научные исследования в области истории и этнографии Азербайджана. На протяжении многих лет, он был лектором Бакинского и Ленкоранского Государственных Университетов, Западного Университета, Института Усовершенствования Учителей по таким дисциплинам как «История Азербайджана», «Этнография Азербайджана», «Основы этнографии». Как высокоэрудированный специалист в области аграрной истории и этнографии, а также национальных отношений он приглашался на различные ученые советы, рецензировал диссертации, выступал оппонентом на них, привлекался в состав экспертной комиссии в Высшей Аттестационной Комиссии.

## Избранные работы
- «Земледельческие орудия Азербайджана в XIX — начале XX веков» (на азерб. языке, 1979)
- «Земледельческий календарь и народная метеорология в Азербайджане» (на азерб. языке, 1984)
- «Земледельческая культура в Азербайджане: традиции и современность» (на азерб. языке, 1986)
- «Народная земледельческая техника Азербайджана» (на русском языке, 1989)
- «По следам земледельческой культуры» (на азерб. языке, 1990)
- «Традиции взаимопомощи в Азербайджане» (на азерб. языке, 1993)
- «Народная медицина в нашем быту» (на азерб. языке, 1995)
- «Удины (историко-этнографическое исследование)» (в соавторстве с проф. Рауфом Гусейновым, на азерб. языке 1996,1999)
- «Малочисленные народы и национальные меньшинства Азербайджана» (на азерб. языке, 2000)
- «Талыши (историко-этнографическое исследование)» (на азерб. языке, 2004)
- «Написал, чтобы остался след» (2005)